# Sorraia póni
A sorraia Dél-Ibéria utolsó, máig fennmaradt vadlófajtája. A Sor és Raia folyók (Sør-Raia) mentén őshonos, nevét is innen kapta.

## Története
A fajtát, mint a vadlovak egyik utolsó leszármazottját Európában, 1920-ban Ruy d'Andrade portugál tudós fedezte fel. 
Ruy d'Andrade kutatásaiban rámutatott arra, hogy egyes Sorraia lovak erős hasonlóságot mutatnak a luzitán, andalúz és berber lovakkal. Ez elsősorban a fogak és a koponya hasonlóságában bizonyított. A modern technológia előnyeit kihasználva a tudós DNS-elemzést végzett, amivel közelebb jutott a fajta eredetéhez. D'Andrade arra a következtetésre jutott, hogy a Sorraia vadon élő őse az andalúz és luzitán fajtáknak és rokonságban áll a Przsevalszkij-lóval, ezáltal felbecsülhetetlen genetikai értékeket hordoz. Hardy Oelke szintén DNS vizsgálatokat végzett és bebizonyította a kapcsolatot az Iberian Sorraia és az Észak-Amerikai Sorraia Musztángok között.

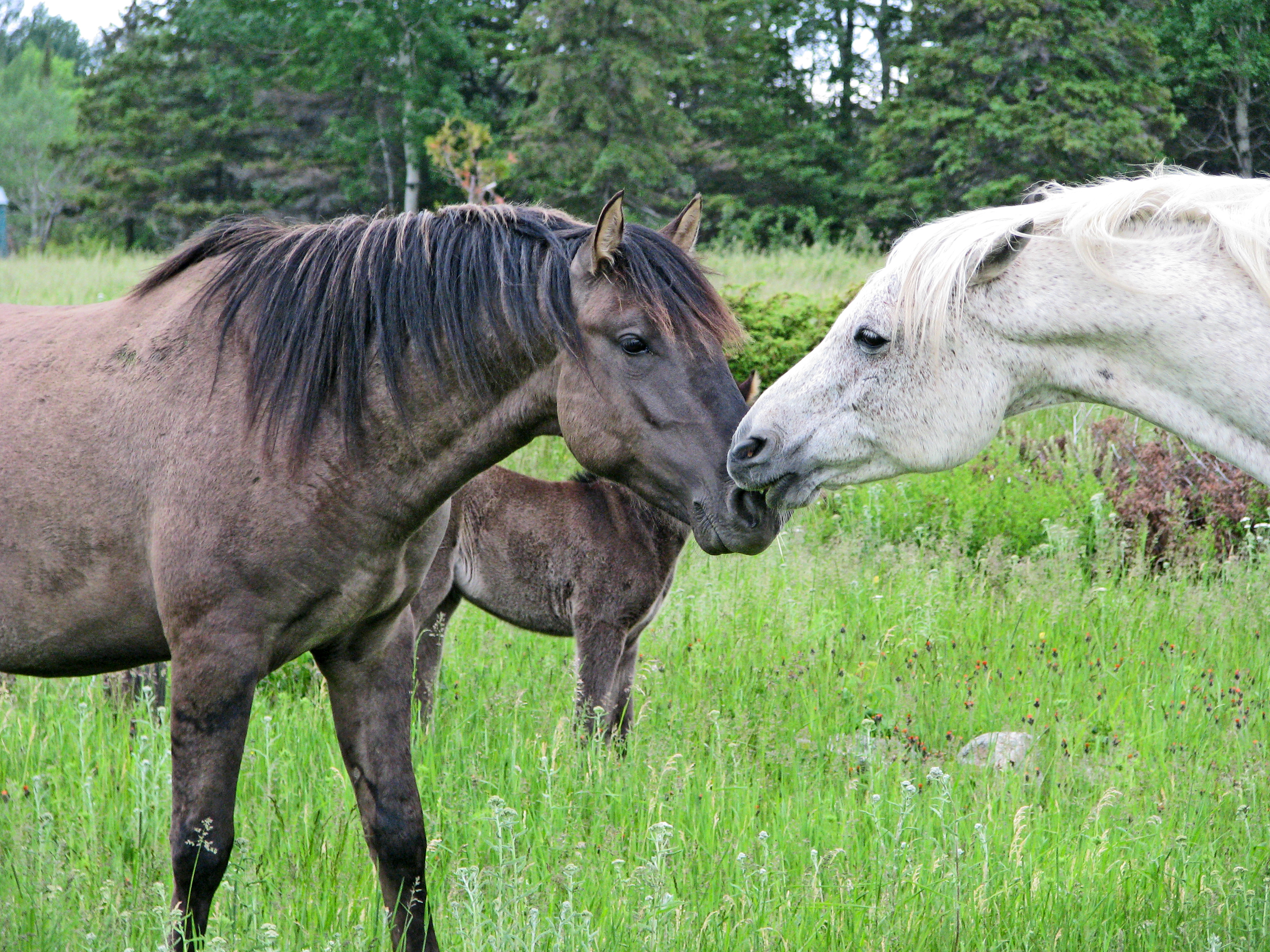

## Jellemzése
Vérmérséklete szerint melegvérű, marmagassága bottal mérve 122-123 cm között van. Testfelépítésére a kompakt test, rövid, erős nyak, hosszú, enyhén konvex fej a jellemző. Figyelmes, nem túl nagy szemei vannak, jól izmolt, gömbölyű fara. Színe szürke vagy fakó, jegyek nélkül, fekete hátszíjjal.

## Hasznosítása
Elvadult, de ha megszelídítik, megfelel könnyebb mezőgazdasági munkákra is.

## Fordítás
- Ez a szócikk részben vagy egészben  a   Sorraia című angol Wikipédia-szócikk fordításán alapul.  Az eredeti cikk szerkesztőit annak laptörténete sorolja fel. Ez a jelzés csupán a megfogalmazás eredetét és a szerzői jogokat jelzi, nem szolgál a cikkben szereplő információk forrásmegjelöléseként.